# Daryāmān
Daryāmān (persiska: دريامان) är en ort i Iran.   Den ligger i provinsen Ardabil, i den nordvästra delen av landet, 500 km nordväst om huvudstaden Teheran. Daryāmān ligger 1 078 meter över havet och antalet invånare är 172.
Terrängen runt Daryāmān är lite bergig, och sluttar norrut. Runt Daryāmān är det ganska tätbefolkat, med 58 invånare per kvadratkilometer. Närmaste större samhälle är Germī, 5,5 km öster om Daryāmān. Trakten runt Daryāmān består till största delen av jordbruksmark.